# Moreirocarcinus emarginatus
Moreirocarcinus emarginatus är en kräftdjursart som först beskrevs av H. Milne Edwards 1853.  Moreirocarcinus emarginatus ingår i släktet Moreirocarcinus och familjen Trichodactylidae. IUCN kategoriserar arten globalt som livskraftig. Inga underarter finns listade i Catalogue of Life.